# Nicole Laurent-Catrice
 (juin 2019).
Si vous disposez d'ouvrages ou d'articles de référence ou si vous connaissez des sites web de qualité traitant du thème abordé ici, merci de compléter l'article en donnant les références utiles à sa vérifiabilité et en les liant à la section « Notes et références ».
Nicole Laurent-Catrice est une écrivaine française, née en 1937 dans le nord de la France.

## Parcours
Après une enfance en Anjou puis à Paris, elle vit en Bretagne près de Rennes depuis 1970.
Hispaniste, elle étudie quelque temps la langue bretonne pour des raisons culturelles et personnelles. En 1974, elle rencontre Angèle Vannier et fait partie du groupe qui se forme autour de la  poétesse aveugle. Professeur d’espagnol, puis, de 1984 à 1997, elle a été chargée de programmation pour la poésie au festival des Tombées de la nuit de Rennes. Elle a publié en tant que poète une trentaine d'ouvrages, dont certains publiés en espagnol, ukrainien et albanais. 
Elle est également traductrice (anglais, espagnol, portugais). Elle a traduit en collaboration Dmytro Tchystiak,Miguel Hernandez, Paula Meeham,Nichita Stanescu...  Elle anime des ateliers d’écriture depuis 1991.
Elle fut secrétaire des Rencontres poétiques internationales de Bretagne de 1983 à 1993.
Le dossier central du n°26 de la revue Spered Gouez / l'esprit sauvage lui est consacré (p. 69 à 78) : portrait du photographe Yvon Kervinio, entretien avec Marie-Josée Christien, 2020.

## Publications
- A peine un souffle, éditions La Part commune, 2024
- Pour la vie, La Part Commune, 2020[3]
- La boîte noire, illustrations de Fédéric Hubert, Editions du petit Véhicule, 2018
- Demeure d'Angèle Vannier, suivi de Douze poèmes d'Angèle Vannier, Les Editions Sauvages, collection La Pensée Sauvage, 2017
- Mémoire aux alouettes, Espejuelos de la memoria, bilingue franco espagnol, éd. Les penchants du roseau, 2013
- Segunda antologia poetica, seconde anthologie poétique 2001 - 2011, bilingue franco espagnol, Éd. associatives Clapàs, 2011
- Le destin d'Ernestina de la Cueva, roman, éd. La Part Commune, mai 2011
- L'ivre de lecture avec des sérigraphies de Marie-France Missir, éd. Carré d'encre, 2010
- Les gants de velours, roman, éd. Le Petit Pavé, 2010
- Cairn pour ma mère, éd. La Part Commune, 2008
- Fils tiré et Fils filins fêlure avec des peintures de Marie-France Missir, éd Carré d'encre
- Rituels, Éditions du petit véhicule, 2007
- Tute de damas/Carré de dames anthologie de quatre poètes françaises : Hélène Cadou, Francine Caron, Ariane Dreyfus et Nicole Laurent-Catrice, éd. Université de Cadix, 2007
- Autodafé du temps, avec des sérigraphies de Marie-France Missir, Éd. Carré d'encre, 2006
- La Part du feu, Maison de la poésie d'Amay, L'Arbre à paroles, 2005
- Angèle Vannier et la Bretagne, Blanc Silex, 2004
- Table et retable, Maison de la poésie d'Amay, L'Arbre à paroles, 2003
- Antología poética, bilingue, Éd. associatives Clapàs, 2002
- Corps perdu, Maison de la poésie d'Amay, L'Arbre à paroles, 2001
- Corps perdu, gravures Isabelle Dubrul, atelier Tugdual, 2001
- La Sans visage, ERE, 1996
- Liturguia za kamaka, 1995 traduction de Kiril Kadiiski
- Le Peuplier, 1995 avec une gravure de Jean-Claude Le Floch
- Je de cartes, 1992 H.C.
- Liturgie des pierres, Éditions du petit véhicule, 1989
- Deuil m'est seuil, Éd. Caractères, 1987
- Amour-miroir, 1983
- Paysages intérieurs, 1980 éd. Chambelland

Traductions
- "Jeu et enjeux", poèmes de Laszló P. Horváth, éd. L'Harmattan, 2010
- Poèmes : Poems, Kiril Kadiiski, édition trilingue bulgare-français-anglais, L'Esprit des péninsules, 2007
- Concerts célestes, suivi de Les Travaux de Dieu et de Mais qui, Kiril Kadiiski, Le Cherche midi, 2006
- "Plume de Phénix" de Kiril Kadiiski, éd. La Librairie Bleue, 2001
- La Foudre n'a de cesse  (El Rayo que no cesa), Miguel Hernández, bilingue, coéd. Presses Universitaires de Rennes/ Folle avoine, 2001
- Les Irlandaises avec Anne Bernard Kearney, coédition éditions des forges, éditions autres temps, 1999
- "Ce lieu que j'appellerai chez moi", de Paula Meehan, avec Anne Bernard Kearney, éd. Maison de la Poésie Nord/Pas-de-Calais, 1999.
- Anthologie de la poésie irlandaise du XXe siècle, sous la direction de Jean-Yves Masson, Verdier, 1996

"Poèmes" Nichita Stanescu, éd. La Librairie Bleue, 1999
- Vingt Poètes lituaniens d'aujourd'hui, avec Biruté Ciplijauskait, Éditions Petit Véhicule, 1997
- Paris scarabée, Tejera Nivaria, Éditions Virgile, 1995